# Cosme Ribera i Miró
Cosme Ribera i Miró   (Alcover, 17 d'octubre de 1842 - l'Albi, 28 de febrer de 1928) fou un compositor de sarsueles i director d'orquestra. Fou germà del també compositor Josep Ribera i Miró.

## Biografia

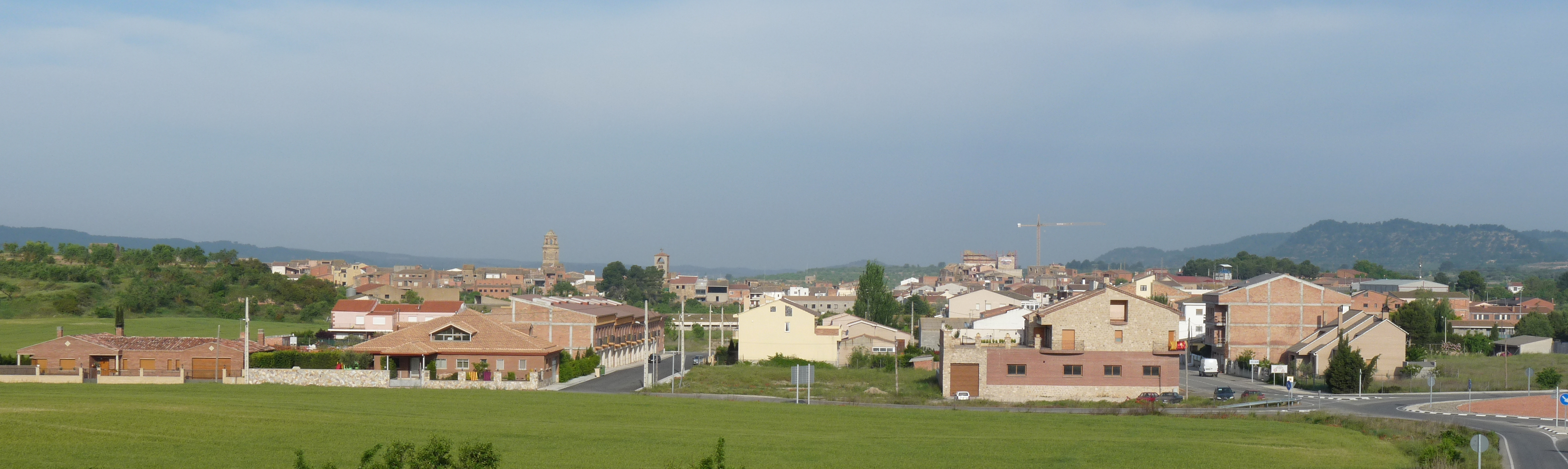
Vista general de l'Albí on va acabar la seva vida com a organista en Cosme Ribera i Miró

Des d'infant es dedicà a l'estudi del violí, el piano i de l'harmonia. Després d'haver-se donat a conèixer avantatjosament com a concertista de violí, quan encara no havia complert els vint anys, entrà a formar part, el 1862, del "Teatre del Circ" de Barcelona. D'aquesta època daten les seves primeres composicions instrumentals, entre elles diverses del gènere religiós, que foren molt elogiades per la crítica.
El 1866 inicià la seva carrera de mestre director i concertador, arribant a ocupar el 1873 el lloc de director del Teatre Principal de Barcelona, que conservà fins al 1876, data en què passà amb el mateix càrrec al Gran Teatre del Liceu, de Barcelona, on feu una brillant campanya, així com en el Principal de València i en d'altres no menys importants.
Va escriure nombroses obres teatrals, simfòniques i religioses. Entre les figures figuren el ball en dos actes Clymenea i la música de la comèdia de màgia La pata de cabra. Les seves simfonies Belona i Taormina, així com la cantata A la Musa Catalana, aconseguiren gran èxit en l'època de la seva estrena; cal devent mencionar entre les seves nombroses obres religioses d'aquest compositor, tant per les elevades idees com per la seva vàlua tècnica, un Rèquiem i una Missa de Glòria, a gran orquestra.
El 1885 fou nomenat professor del Conservatori del Liceu Filharmònic Barcelonès d'Isabel II, però renuncià al càrrec el 10 de juliol de 1886, retirant-se a l'Albi, on desenvolupà la plaça d'organista de la seva parròquia.

## Obra dramàtica-musical
- Pobre xicot. Juguet en 1 acte. Estrenat al Teatre Circ Barcelonès el dilluns, 17 de març de 1873.[6]
- La nena del Vendrell. Sarsuela en 1 acte. Llibret d'Enric Roig. Estrenada al Teatre del Circ de Barcelona el 5 de febrer de 1873.[7][8]
- La manescala. Llibret d'Eduard Vidal i de Valenciano i de Rafael Burgell. Estrenada al Teatre Tívoli de Barcelona el 22 de juliol de 1874.
- El metge dels gegants. Llibret de Narcís Campmany i Pahissa. Estrenada al Teatre Tívoli de Barcelona el 17 d'agost de 1874.
- L'esparver. Sarsuela en 3 actes. Llibret de Josep Feliu i Codina. Estrenat al Teatre Circ de Barcelona. 1883.